# Tadzjikistans Davis Cup-lag
Tadzjikistans Davis Cup-lag styrs av Tadzjikistans nationella tennisförbund och representerar Tadzjikistan i tennisturneringen Davis Cup, tidigare International Lawn Tennis Challenge. Tadzjikistan debuterade i sammanhanget 1997, och nådde Europa-Afrikazonens Grupp II 2003.